# Droben

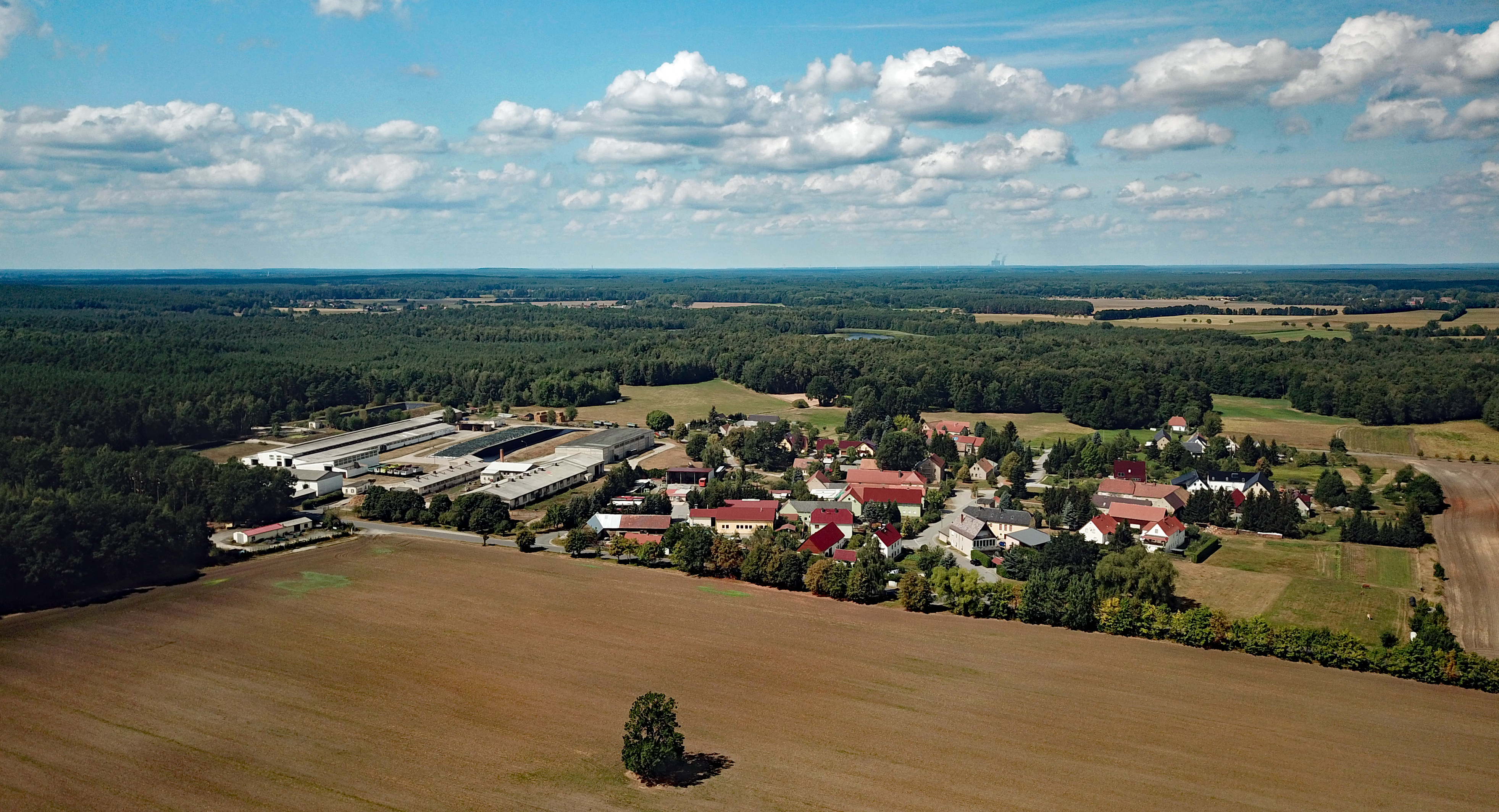
Luftbild von Droben

Droben, obersorbisch Droby, ist ein Dorf im sächsischen Landkreis Bautzen. Es zählt zur Oberlausitz und gehörte von 1936 bis 1999 der Gemeinde Milkel an, ab dann zur Gemeinde Radibor. Das Dorf befindet sich im offiziellen sorbischen Siedlungsgebiet und hat 86 Einwohner.

## Geografie
Der Ort befindet sich zwischen Milkel und Lomske etwas abseits der Staatsstraße 106, nördlich von Bautzen. Nördlich befindet sich der Ort Lippitsch. Droben zählt zum Naturraum Oberlausitzer Heide- und Teichgebiet; die einzige Erhebung ist der westlich gelegene Hahnenberg.

## Geschichte
Erstmals urkundlich erwähnt wird der Ort 1350. Aus dem Mittelalter sind zwei Sühnekreuze erhalten. Ab 1777 gehörte der Ort zum Rittergut Milkel. Vom 1. April 1936 bis zum 1. Januar 1999 war er Teil der Gemeinde Milkel. Heute gehört er zur Gemeinde Radibor.
Der Wissenschaftler Arnošt Muka zählte 1884/85 in Droben 128 Einwohner, von denen 124 Sorben waren.

## Einwohnerentwicklung von Droben
| Datum | Einwohner |
| ----- | --------- |
| 1834  | 108       |
| 1871  | 177       |
| 1890  | 95        |
| 1910  | 93        |
| 1925  | 109       |
| 2010  | 91        |

## Wirtschaft
Der ehemalige Militärstützpunkt der NVA wird gegenwärtig (2008) von der Abfallwirtschaft genutzt. Des Weiteren gibt es ein Bus- und Taxiunternehmen mit überregionaler Bedeutung sowie eine Rinderzuchtanlage.